# Allogymnopleurus jeanneli
Allogymnopleurus jeanneli är en skalbaggsart som beskrevs av Garreta 1914. Allogymnopleurus jeanneli ingår i släktet Allogymnopleurus och familjen bladhorningar. Inga underarter finns listade i Catalogue of Life.